# Pierre Alexis Duclaux
Pour les articles homonymes, voir Duclaux.
Pierre-Alexis Duclaux, né le 2 décembre 1775 à Duravel (Lot), mort le 18 août 1828 à La Ferté-sous-Jouarre, est un général français de la Révolution et de l’Empire.

## États de service

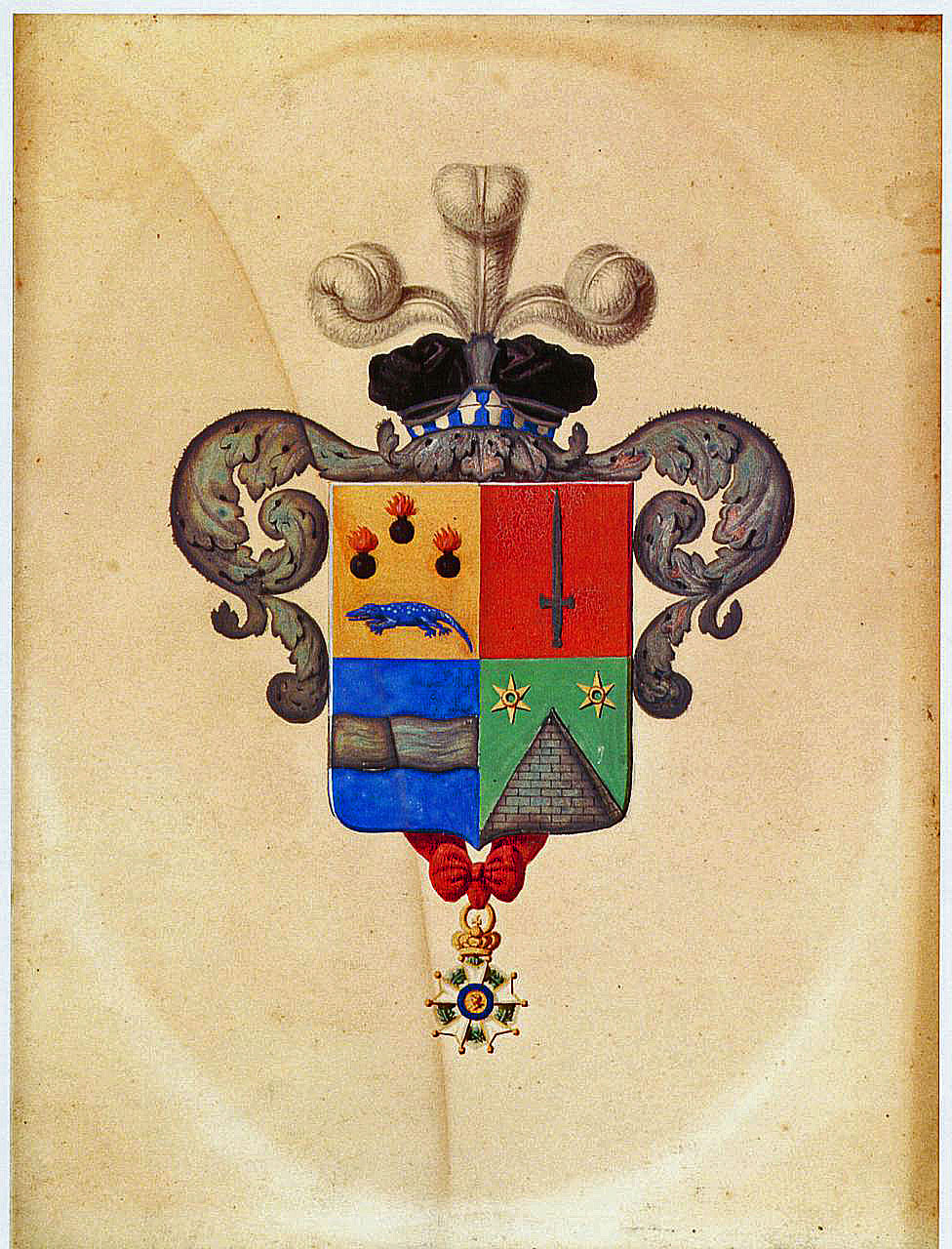
Armoiries.

Il entre en service le 3 avril 1794, dans le 22e régiment de chasseurs à cheval, à l’armée des Pyrénées-Orientales. Au commencement de l’an IV, il passe en Italie.
Le 22 septembre 1796, il est admis au grade de maréchal des logis dans les guides du général Bonaparte, qu’il suit à l’armée d’Orient. Sous-lieutenant le 9 mai 1797, et lieutenant le 22 août 1798, il est blessé d’un coup de lance au côté gauche à la bataille d’Héliopolis le 20 mars 1800. 
Il est nommé capitaine le 2 avril 1801, et le 2 octobre 1801, il est admis dans les grenadiers à cheval de la garde consulaire. Il est fait chevalier de la Légion d’honneur le 14 juin 1804, et chef d’escadron le 5 septembre 1805. Il fait les campagnes d’Autriche, de Prusse et de Pologne, et il reçoit la croix d’officier de la Légion d’honneur le 14 mars 1806. 
En 1808, il part pour l’Espagne, avant de revenir en Allemagne en 1809. Il est nommé colonel le 1er juin 1809 au 11e régiment de cuirassiers, il participe à la bataille de Wagram les 5 et 6 juillet 1809. Il est fait baron de l’Empire le 21 novembre 1810. En 1810, il est attaché au 1er corps de réserve de la Grande Armée pendant la campagne de Russie. Durant la retraite, il perd le nez par effet du froid. Il est promu général de brigade le 3 septembre 1813, il prend le commandement du département des Forêts le 6 décembre 1813, puis il rentre dans ses foyers le 1er septembre 1814. 
Le 27 novembre 1814, le roi Louis XVIII le fait chevalier de Saint-Louis. Le 22 avril 1815, Napoléon lui confie le commandement du département de la Meuse. Après la bataille de Waterloo, le 27 juin 1815, il fait placarder une proclamation aux Gardes nationales de département de la Meuse qui se termine par "Vive Napoléon II".
Le 6 octobre 1815, le maire de Verdun, M. Gand, adresse au duc de Richelieu une supplique pour dénoncer les agissements séditieux du général Duclaux. Dans le même temps, une pétition signée par le maire et plusieurs de ses habitants est adressée au Roi pour demander sa destitution et son remplacement. L'affaire est transmise au bureau de police du ministère de la Guerre qui retient les accusations du supplique et la pétition. Le général Duclaux est relevé de son commandement. La commission chargée d'examiner la conduite des officiers qui ont servi pendant "l'usurpation" ont inscrit le général Duclaux dans la 14e classe: "Les officiers généraux et supérieurs qui, dans les divisions militaires et dans les places, ont arboré de leur propre mouvement l'étendard de l'usurpation, et publié des proclamations séditieuses. Ces officiers resteront dans l'état de non activité… et devront être assignés à résidence, en dehors de la capitale" (Instruction du 6 novembre 1815-Article 14-§2). La commission mentionne: "Cet officier général a dès le 25 mars (1815), écrit à Bonaparte qu'il se réjouissait autant de son retour qu'il s'était affligé de son absence; il a en outre, le 27 juin fait une proclamation au nom du gouvernement provisoire qui se termine par reconnaître Napoléon II".
Le 10 août 1815, il est mis en non activité. Dès 1816, banni par le régime, il se réfugie dans sa famille à Duravel, séparé de sa femme et de sa fille, Adèle, née le 14 novembre 1814. Le général Duclaux, alors chef d'escadrons des Grenadiers à cheval s'était marié, le 30 janvier 1808, avec Margueritte Fages, nièce du général Lepic, alors major des grenadiers à cheval de la Garde impériale.

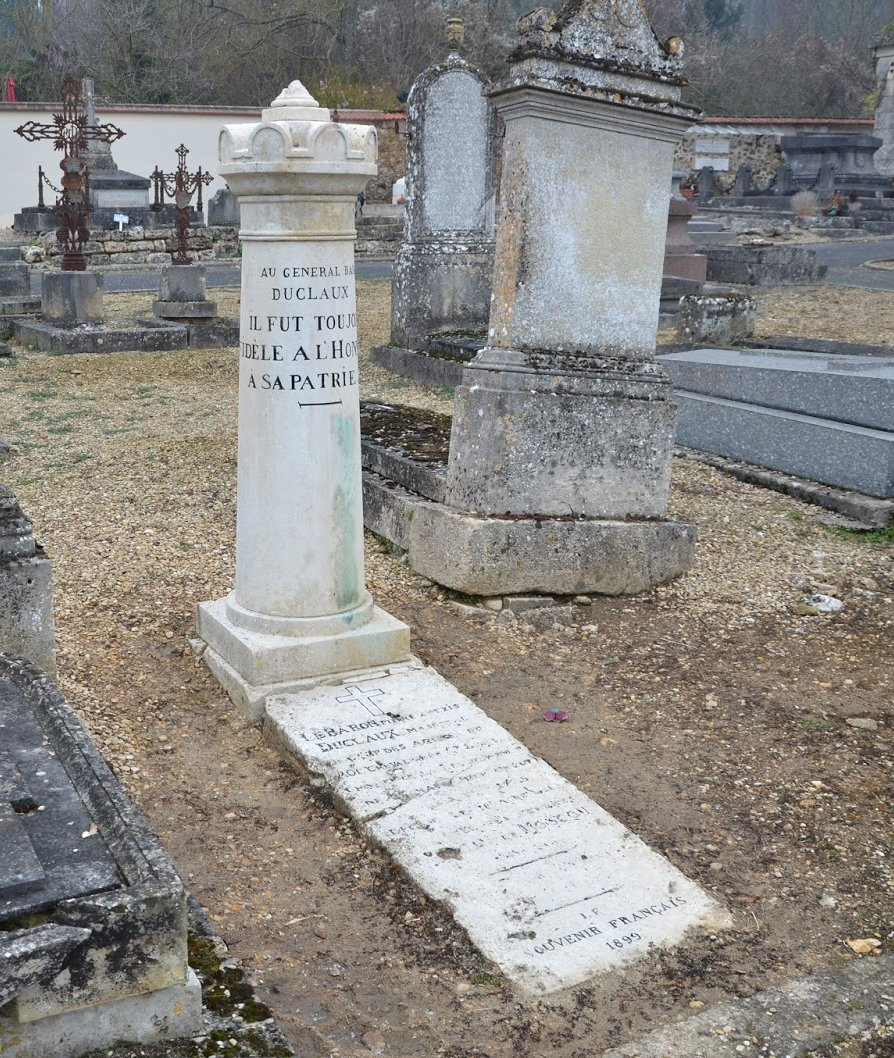
Tombe du baron Duclaux au cimetière de La Ferté-sous-Jouarre.

Le 26 janvier 1820, il est placé dans le cadre de la disponibilité et le 26 janvier 1825, il est admis à la retraite. 
Il meurt le 18 août 1828, à La Ferte-sous-Jouarre. Il était hébergé chez Marie-Nicole Bertrand (1766-1839), veuve de Pierre-Louis-Clovis Lavechin (1764-1805), maître maçon. Les témoins à son décès étaient Louis-Laurent Lavechin (1785-1850), architecte, entrepreneur de bâtiment, ami du baron, fils de Marie-Nicole Bertrand et Henri-François Dupety (1773-1840), également ami, qui avait servi avec le baron au régiment de grenadier à cheval de la Garde Impériale avant de devenir meulier à La Ferté-sous-Jouarre en 1810.
Il est enterré au cimetière de La Ferté-sous-Jouarre. Sa tombe a été restaurée par Bruno Ballery (président de l'A.S.P.H.N. du sud de l'Aisne) grâce aux subventions de l'ACMN, du Souvenir Français et de la ville.

## Sources
- (en) « Generals Who Served in the French Army during the Period 1789 - 1814: Eberle to Exelmans »
- Thierry Pouliquen, « Les généraux français et étrangers ayant servis [sic] dans la Grande Armée » (consulté le 16 septembre 2013)
- « Cote LH/825/6 », base Léonore, ministère français de la Culture
- A. Lievyns, Jean Maurice Verdot, Pierre Bégat, Fastes de la Légion-d'honneur, biographie de tous les décorés accompagnée de l'histoire législative et réglementaire de l'ordre, Tome 5, Bureau de l’administration, 1847, 575 p. (lire en ligne), p. 202.
- Les documents de M. Denis Sarazin-Charpentier dont le quatrième aïeul servait dans le même régiment que Pierre-Alexis Duclaux.
- SHAT 1555 GB 2è série.